# Plectrocnemia baculifera
Plectrocnemia baculifera là một loài Trichoptera trong họ Polycentropodidae. Chúng phân bố ở miền Cổ bắc.